# Dobrzankowo (gromada)
Dobrzankowo – dawna gromada, czyli najmniejsza jednostka podziału terytorialnego Polskiej Rzeczypospolitej Ludowej w latach 1954–1972.
Gromady, z gromadzkimi radami narodowymi (GRN) jako organami władzy najniższego stopnia na wsi, funkcjonowały od reformy reorganizującej administrację wiejską przeprowadzonej jesienią 1954 do momentu ich zniesienia z dniem 1 stycznia 1973, tym samym wypierając organizację gminną w latach 1954–1972.
Gromadę Dobrzankowo z siedzibą GRN w Dobrzankowie utworzono – jako jedną z 8759 gromad na obszarze Polski – w powiecie przasnyskim w woj. warszawskim, na mocy uchwały nr VI/10/16/54 WRN w Warszawie z dnia 5 października 1954. W skład jednostki weszły obszary dotychczasowych gromad Dobrzankowo, Fijałkowo i Sierakowo oraz wieś Karwacz z dotychczasowej gromady Karwacz ze zniesionej gminy Karwacz, w tymże powiecie. Dla gromady ustalono 16 członków gromadzkiej rady narodowej.
31 grudnia 1959 do gromady Dobrzankowo przyłączono obszar zniesionej gromady Leszno w tymże powiecie.
1 stycznia 1969 do gromady Dobrzankowo włączono obszar zniesionej gromady Bogate w tymże powiecie.
Gromada przetrwała do końca 1972 roku, czyli do kolejnej reformy gminnej.